# 陈军 (文学家)
陈军，扬州大学教授，文学院院长，主要从事文学理论、文艺美学研究，发表论文百余篇，著有《文类基本问题研究》、《建构与解构：文艺学美学论稿》，2016年度“长江学者奖励计划”青年学者，曾获得第十三届霍英东教育基金会“高等院校青年教师奖”等奖项。